# Harriet Walter
Dame Harriet Mary Walter (Londra, 24 settembre 1950) è un'attrice britannica.

## Carriera
Ha studiato alla London Academy of Music and Dramatic Art. È nota soprattutto come interprete teatrale e sin dagli anni ottanta ha collaborato con la Royal Shakespeare Company. Le sue apparizioni teatrali comprendono: Nicholas Nickleby (1980), Sogno di una notte di mezza estate (A Midsummer Night's Dream, 1981), Tutto è bene quel che finisce bene (All's Well That Ends Well, 1981), The Castle (1985), A Question of Geography (1988), La dodicesima notte (1988), Tre sorelle (1988), The Duchess of Malfi (1989), Three Birds Alighting on a Field (1991), Arcadia (1993), Hedda Gabler (1996), Ivanov (1997), Macbeth (1999), Molto rumore per nulla (2002), Mary Stuart (2005 e 2009), Antonio e Cleopatra (2006), Women Beware Women (2010), Giulio Cesare (2014), Morte di un commesso viaggiatore (2015), Giulio Cesare (2016), La Tempesta (2016) ed Enrico IV Parte 1 e 2 (2016). Per le sue interpretazioni in campo teatrale ha vinto il Laurence Olivier Award alla miglior attrice nel 1988 per Tre sorelle, La dodicesima notte e A question of geography, l'Evening Standard Award nel 2005 e nel 2009 è stata candidata al Tony Award alla miglior attrice protagonista in uno spettacolo per Maria Stuarda a Broadway. Ha scritto diversi saggi sulle sue esperienze di attrice shakespeariana. 

### Vita privata
Suo zio era l'attore Christopher Lee, mentre il bisnonno era John Walter, fondatore del Times. È stata compagna dell'attore Peter Blythe fino alla morte dell'uomo, avvenuta nel 2004, e nel 2011 ha sposato l'attore statunitense Guy Schuessler.

## Filmografia parziale

### Cinema
- The Good Father - Amore e rabbia (The Good Father), regia di Mike Newell (1985)
- Milou a maggio (Milou en Mai), regia di Louis Malle (1990)
- Ragione e sentimento (Sense and Sensibility), regia di Ang Lee (1995)
- The Leading Man, regia di John Duigan (1996)
- La governante (The Governess), regia di Sandra Goldbacher (1998)
- Babel, regia di Alejandro González Iñárritu (2006)
- Espiazione (Atonement), regia di Joe Wright (2007)
- Chéri, regia di Stephen Frears (2009)
- The Young Victoria, regia di Jean-Marc Vallée (2009)
- Royal Affair (En kongelig affære), regia di Nikolaj Arcel (2012)
- Suite francese (Suite française), regia di Saul Dibb (2014)
- Un amore per caso (Man Up), regia di Ben Palmer (2015)
- Star Wars - Il risveglio della Forza (Star Wars: The Force Awakens), regia di J. J. Abrams (2015)
- La verità negata (Denial), regia di Mick Jackson (2016)
- Mindhorn, regia di Sean Foley (2016)
- L'altra metà della storia (The Sense of an Ending), regia di Ritesh Batra (2017)
- Rocketman, regia di Dexter Fletcher (2019)
- La vita che verrà - Herself (Herself), regia di Phyllida Lloyd (2020)
- The Last Duel, regia di Ridley Scott (2021)
- Il tuo Natale o il mio? (Your Christmas or Mine?), regia di Jim O'Hanlon (2022)

### Televisione
- Rebecca, regia di Simon Langton – film TV (1979)
- Waking the Dead – serie TV, episodi 1x07-1x08 (2001)
- L'ispettore Barnaby (Midsomer Murders) – serie TV, episodi 8x03-15x04 (2005-2013)
- Miss Marple (Agatha Christie's Marple) – serie TV, episodio 2x01 (2006)
- Doctors – serie TV, 4 puntate (2006)
- Five Days – serie TV, 3 episodi (2007)
- Poirot (Agatha Christie's Poirot) – serie TV, episodio 11x02 (2008)
- Law & Order: UK – serie TV, 40 episodi (2009-2014)
- Downton Abbey – serie TV, 4 episodi (2013-2015)
- The Crown – serie TV, 7 episodi (2016)
- Black Sails – serie TV, 3 episodi (2017)
- L'amore e la vita - Call the Midwife (Call the Midwife) – serie TV, 3 episodi (2017)
- Patrick Melrose – miniserie TV, 1 puntata (2018)
- My Dinner with Hervé, regia di Sacha Gervasi – film TV (2018)
- Black Earth Rising – serie TV, 2 episodi (2018)
- Succession – serie TV, 7 episodi (2018-2023)
- The Race - Corsa mortale (Curfew) – serie TV, 4 episodi (2019)
- The Spanish Princess – miniserie TV, 8 puntate (2019)
- The End – serie TV, 10 episodi (2020)
- Belgravia – miniserie TV, 6 puntate (2020)
- Killing Eve – serie TV, 7 episodi (2020)
- Ted Lasso - serie TV, 4 episodi (2021-2023)
- This Is Going to Hurt - miniserie TV, 7 puntate (2022)
- Silo – serie TV, 18 episodi (2023-2025)
- Black Mirror – serie TV, episodio 7x03 (2025)

## Teatrografia parziale
- Riccardo III, National Theatre (1977)
- The Ragged-Trousered Philanthropists, tour inglese (1978)
- A Fair Quarrel, National Theatre (1979)
- Amleto, Royal Court Theatre (1980)
- The Life and Adventures of Nicholas Nickleby, Aldwych Theatre (1981)
- Il gabbiano, Royal Court Theatre (1981)
- The Twin Rivals, Royal Shakespeare Company (1981)
- Sogno di una notte di mezza estate, Royal Shakespeare Company (1981-1982)
- La strega di Edmonton, Royal Shakespeare Company (1981-1982)
- Tutto è bene quel che finisce bene, Royal Shakespeare Company (1981-1982)
- Enrico IV, parte I, Barbican Centre (1981-1982)
- Enrico IV, parte II, Barbican Centre (1981-1982)
- The Charge of the Light Brigade, Royal Shakespeare Company (1982)
- The Lucky Chance, Royal Court Theatre (1983)
- The Possessed, Almeida Theatre (1984-1985)
- The Castle, Royal Shakespeare Company (1985)
- Refuse to Dance, Royal Shakespeare Company (1985)
- Tre sorelle, Bristol Old Vic (1985-1986)
- La dodicesima notte, Royal Shakespeare Company (1986-1987)
- Il mercante di Venezia, Royal Exchange Theatre (1986-1987)
- A Question of Geography, Royal Shakespeare Company (1987)
- Cimbelino, Royal Shakespeare Company (1987)
- Her Infinite Variety, Old Vic (1987-1988)
- La duchessa di Amalfi, Royal Shakespeare Company (1989)
- Three Birds Alighting on a Field, Royal Court (1991-1992)
- Arcadia, National Theatre (1992-1993)
- Shakespeare's Language, Royal Shakespeare Company (1994)
- La calunnia, National Theatre (1994-1995)
- Vecchi tempi, Wyndham's Theatre (1994-1995)
- Sweet Panic, Hampstead Theatre (1995)
- Hedda Gabler, Richmond Theatre (1996-1997)
- Ivanov, Almeida Theatre (1997)
- The Late Middle Class, Theatre Royal, Bath (1998-1999)
- Macbeth, Royal Shakespeare Company (1999-2001)
- Tre variazioni della vita, National Theatre (2000)
- Molto rumore per nulla, Royal Shakespeare Company (2002)
- Il profondo mare azzurro, Richmond Theatre (2003)
- The Hollow Crown, Royal Shakespeare Company (2005)
- Maria Stuart, Donmar Warehouse (2006)
- Antonio e Cleopatra, Royal Shakespeare Company (2006)
- Venere e Adone, Royal Shakespeare Company (2007)
- Maria Stuart, Broadway (2009)
- Donne attente alle donne, National Theatre (2010)
- Giulio Cesare, Donmar Warehouse (2012)
- Enrico IV, parte I, Donmar Warehouse (2014)
- Morte di un commesso viaggiatore, Royal Shakespeare Company (2015)
- La tempesta, Donmar Warehouse (2016)
- La casa di Bernarda Alba, National Theatre (2023)

## Libri
- Clamorous Voices: Shakespeare's Women Today, Womens Press (ISBN 070434145X)
- Players of Shakepeare 3, Cambridge University Press (ISBN 9780521477345)
- Macbeth (Actors on Shakespeare), Faber and Faber (ISBN 0-571-21407-X)
- Other People's Shoes, Nick Hern Books (ISBN 1-85459-751-5)
- Facing It, Reflections on images of older women (ISBN 978-0-9566497-1-3)
- Brutus and Other Heroines - Playing Shakespeare's Roles for Women, Nick Hern Books (ISBN 978-1848422933)

## Riconoscimenti
- Drama Desk Award
  - 1994 – Candidatura per la miglior attrice in un'opera teatrale per Three Birds Alighting on a Field
  - 2014 – Candidatura per la miglior attrice in un'opera teatrale per Giulio Cesare
  - 2017 – Candidatura per la miglior attrice in un'opera teatrale per La tempesta
- Evening Standard Theatre Awards
  - 2005 – Miglior attrice per Maria Stuart
- Premio Laurence Olivier
  - 1988 – Miglior attrice per A Question of Geography, La dodicesima notte e Tre sorelle
  - 2001 – Candidatura per la miglior attrice per Tre variazioni della vita
  - 2005 – Candidatura per la miglior attrice per Maria Stuart
- Primetime Emmy Awards
  - 2020 – Candidatura per la miglior attrice guest star in una serie drammatica per Succession
  - 2022 – Candidatura per la miglior attrice guest star in una serie drammatica per Succession
  - 2022 – Candidatura per la miglior attrice guest star in una serie commedia per Ted Lasso
  - 2023 – Candidatura per la miglior attrice guest star in una serie drammatica per Succession
  - 2023 – Candidatura per la miglior attrice guest star in una serie commedia per Ted Lasso
- Screen Actors Guild Award
  - 2017 – Candidatura per il miglior cast in una serie drammatica per The Crown

- Tony Award
  - 2005 – Candidatura per la miglior attrice protagonista in un'opera teatrale per Maria Stuart

## Doppiatrici italiane
Nelle versioni in italiano delle opere in cui ha recitato, Harriet Walter è stata doppiata da:
- Melina Martello in Killing Eve, La vita che verrà - Herself, Il tuo Natale o il mio?
- Aurora Cancian in The Race - Corsa mortale, Succession, Rocketman
- Paila Pavese in Ragione e sentimento, La verità negata
- Noemi Gifuni in Downton Abbey, Black Sails
- Antonella Giannini in My Dinner with Hervé, Belgravia
- Lorenza Biella in L'altra metà della storia, The Spanish Princess
- Ludovica Modugno in Camere e corridoi
- Daniela Abbruzzese ne La governante
- Graziella Polesinanti in The Young Victoria
- Roberta Pellini in Suite francese
- Rossana Bassani in The Crown
- Valeria Perilli in Star Wars: Il risveglio della Forza
- Anna Rita Pasanisi in Black Earth Rising
- Mirta Pepe in The Last Duel
- Fabrizia Castagnoli in L'amore e la vita - Call the Midwife